# NGC 913
NGC 913 ist eine linsenförmige Galaxie vom Hubble-Typ S0 im Sternbild Andromeda am Nordsternhimmel. Sie ist schätzungsweise 230 Millionen Lichtjahre von der Milchstraße entfernt und hat einen Durchmesser von etwa 35.000 Lj.
Im selben Himmelsareal befinden sich u. a. die Galaxien NGC 909, NGC 910, NGC 911, NGC 912.
Das Objekt wurde am 30. November 1878 von Édouard Stephan entdeckt.